# Relaciones Jordania-México
Las naciones de Jordania y México establecieron relaciones diplomáticas en 1975. Ambas naciones son miembros de las Naciones Unidas.

## Historia
Las relaciones diplomáticas entre Jordania y México se establecieron el 9 de julio de 1975. Un mes más tarde, el presidente mexicano, Luis Echeverría, realizó una visita de estado a Jordania. Durante la visita, el presidente Echeverría se reunió con el rey jordano Huséin I y ambos líderes discutieron sobre la profundización de las relaciones económicas y comerciales entre ambas naciones y hablaron sobre los problemas que afectaban al Medio Oriente.
En junio de 2000, la secretaria de Relaciones Exteriores de México, Rosario Green realizó una visita oficial a Jordania. En septiembre de 2000, el presidente mexicano Ernesto Zedillo se reunió con el rey Abdalá II de Jordania durante la Asamblea General de las Naciones Unidas en la ciudad de Nueva York. En marzo de 2002, el rey Abdalá II visitó la ciudad mexicana de Monterrey para asistir al Consenso de Monterrey. Durante su visita, se reunió con el presidente Vicente Fox. En febrero de 2014, el rey Abdalá II realizó una segunda visita a México y se reunió con el presidente Enrique Peña Nieto. Durante la visita, se firmaron un Memorando para Aumentar la Cooperación en materia de Educación e Intercambios Culturales y un Memorando para Aumentar las relaciones técnicas y bilaterales y explorar un acuerdo de libre comercio entre amba países.
En julio de 2014, el secretario de Relaciones Exteriores de México José Antonio Meade realizó una visita a Jordania e inició negociaciones sobre un acuerdo de libre comercio con el país. Durante su visita, secretario Meade anunció que México abriría una embajada en la capital jordana. Secretario Meade también visitó el campamento de refugiados sirios de Zaatari para observar la crisis humanitaria que afronta a los refugiados. En 2015, Jordania y México abrieron embajadas sus respectivas capitales.
En 2017, la princesa Dina Mired de Jordania realizó una visita a México para asistir a la Cumbre Mundial de Líderes contra el Cáncer. Mientras estaba en México, la princesa Dina se reunió con el presidente Enrique Peña Nieto.
In 2024, ambas naciones celebraron 49 años de relaciones diplomáticas.

## Visitas de alto nivel

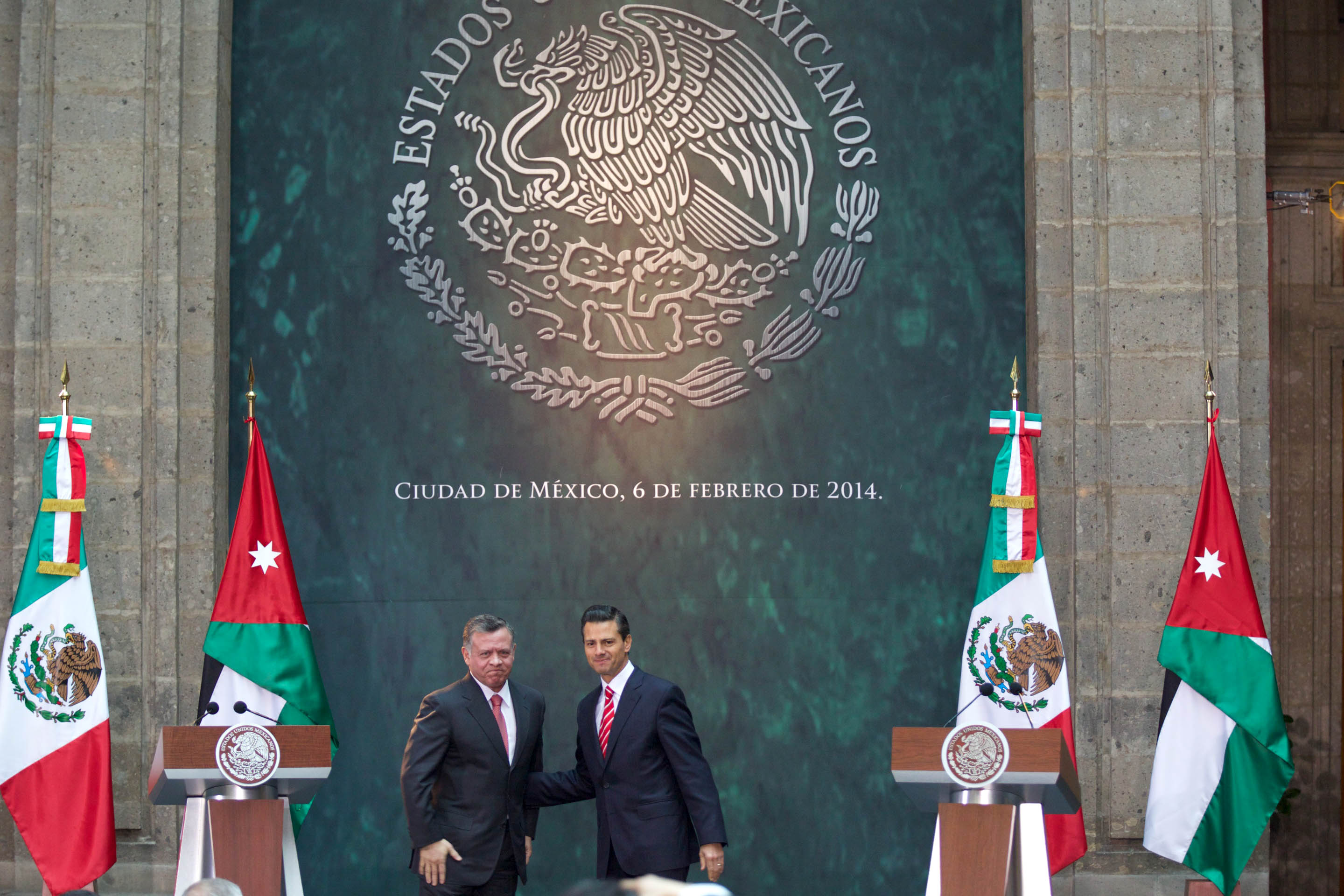
El rey jordano Abdalá II y el presidente mexicano Enrique Peña Nieto en la Ciudad de México; febrero de 2014.

Visitas de alto nivel de Jordania a México
- Rey Abdalá II de Jordania (2002, 2014)
- Princesa Dina Mired de Jordania (2017)

Visitas de alto nivel de México a Jordania
- Presidente Luis Echeverría (1975)
- Secretaria de Relaciones Exteriores Rosario Green (2000)
- Secretario de Relaciones Exteriores José Antonio Meade (2014)

## Acuerdos bilaterales
Ambas naciones han firmado varios acuerdos bilaterales, como un Memorando de Entendimiento entre la Secretaría de Turismo de México y el Ministerio de Turismo y Antigüedades de Jordania (2014); Acuerdo de Cooperación Técnica (2014); Acuerdo de Cooperación Educativa y Cultural (2014); Memorando de entendimiento para el establecimiento de un mecanismo de consulta en materia de interés mutuo (2015); Memorando de entendimiento y cooperación entre ambas instituciones diplomáticas (2015); y un Memorándum de Entendimiento entre la Cámara Árabe Mexicana de Industria y Comercio (CAMIC) y la Asociación de empresarios de Jordania (JBA) (2018).

## Comercio
En 2023, el comercio entre Jordania y México ascendió a $68.4 millones de dólares. Las principales exportaciones de Jordania a México incluyen: prendas de vestir, productos químicos, maquinaria, partes y accesorios para vehículos automotores. Las principales exportaciones de México a Jordania incluyen: automóviles y otros vehículos incluidos tractores, teléfonos y teléfonos móviles, productos químicos, contenedores para gas licuado comprimido, instrumentos para aparatos médicos, pimienta, verduras, pan, chocolate, y alcohol.

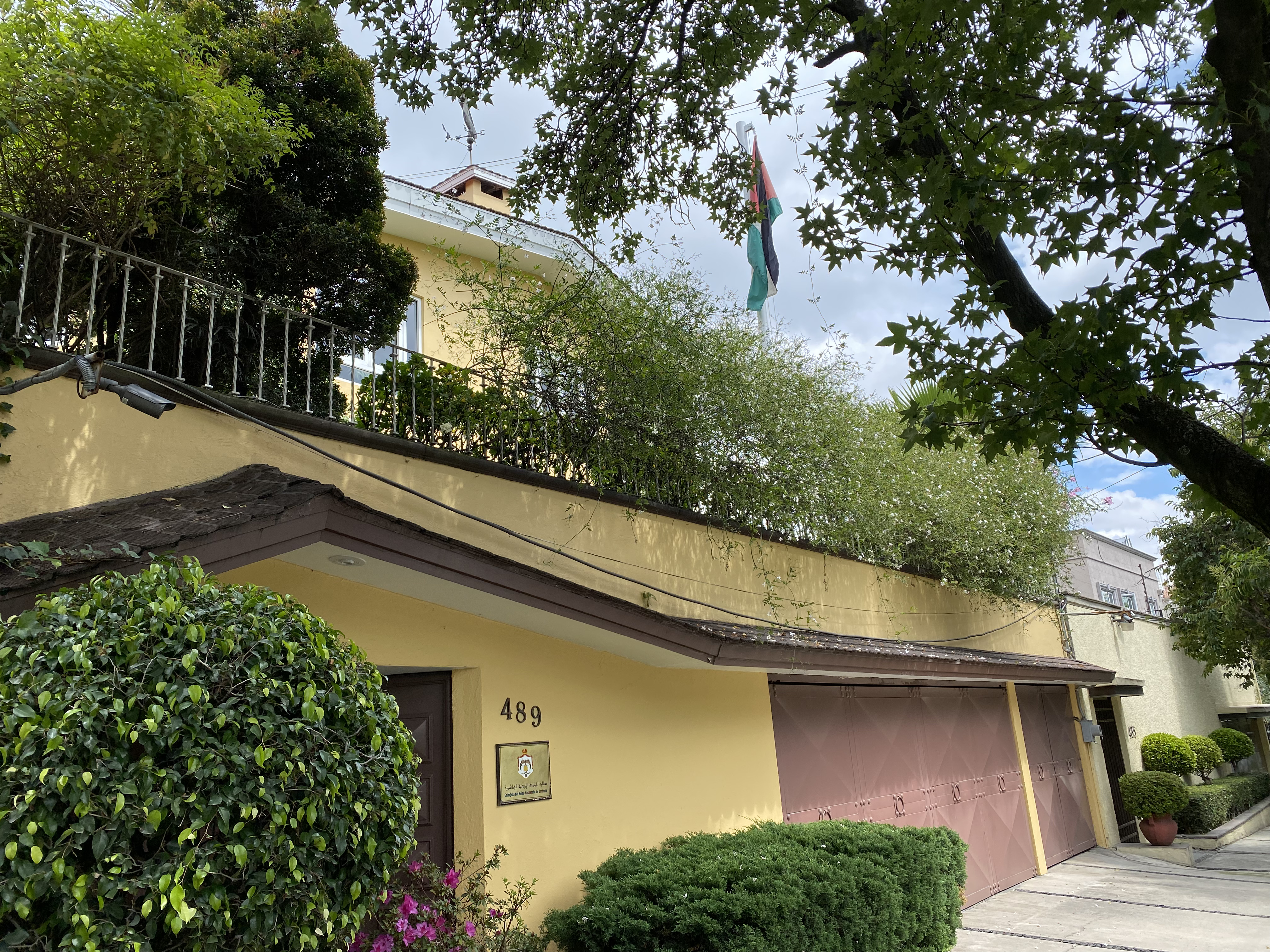
Embajada de Jordania en la Ciudad de México

## Misiones diplomáticas residentes
- Jordania tiene una embajada en la Ciudad de México.[11]
- México tiene una embajada en Amán.[12]